# Feliks Filipowicz

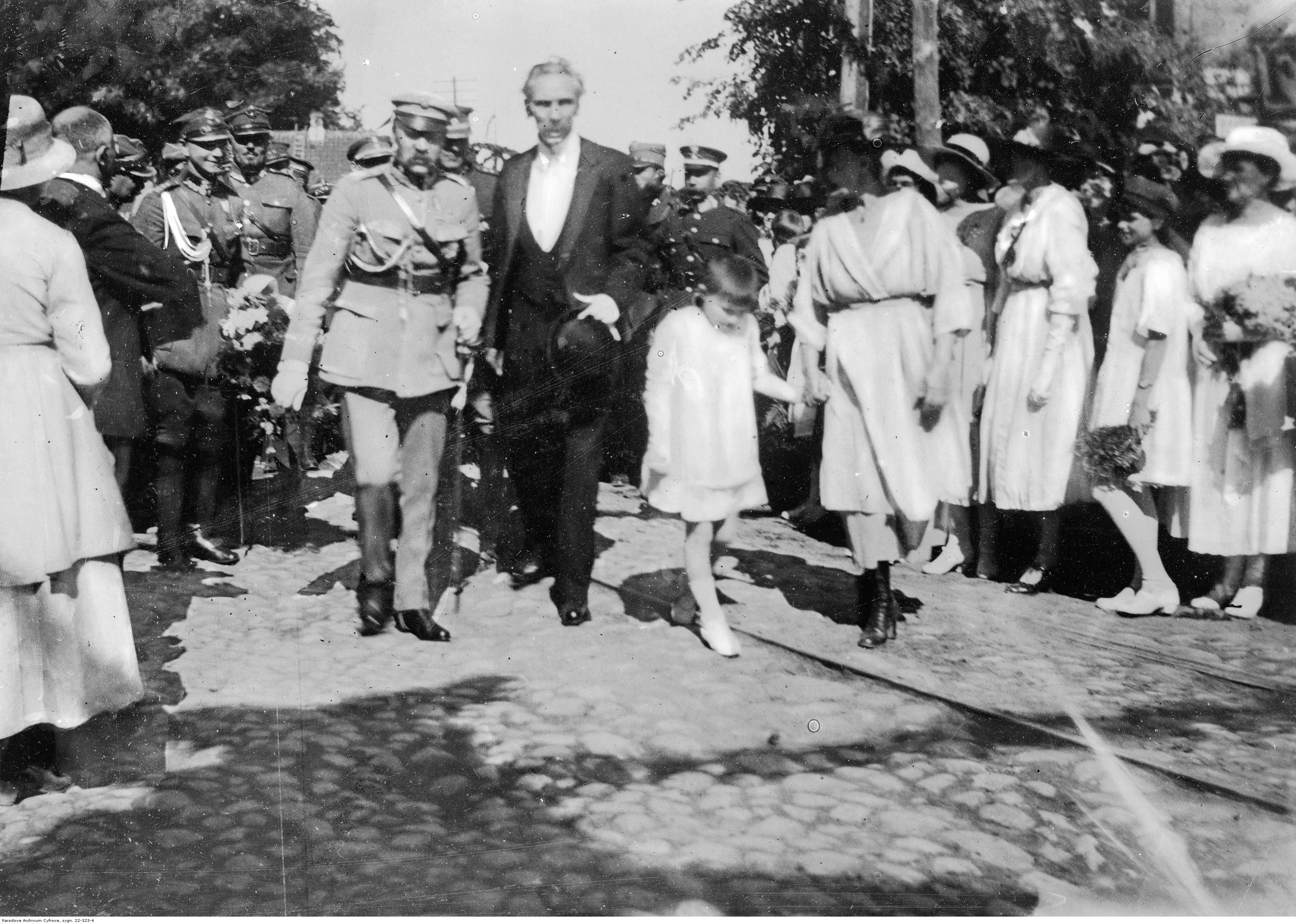
Filipowicz z Piłsudskim w Białymstoku (21 sierpnia 1921)

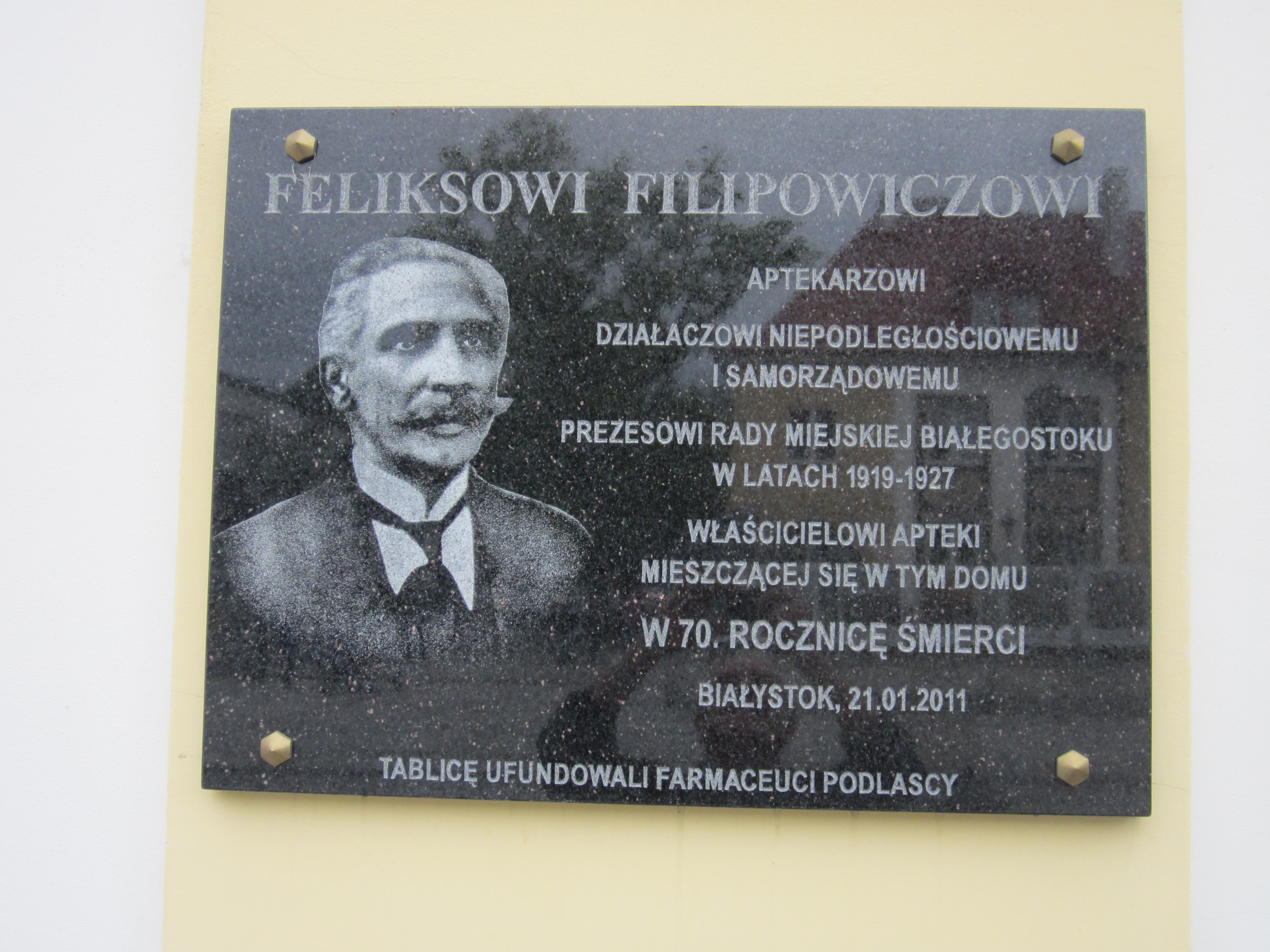
Tablica pamiątkowa

Feliks Filipowicz (ur. 1869 w Kiejdanach, zm. 21 stycznia 1941 w Białymstoku) – polski działacz samorządowy, społeczny i niepodległościowy, prezes białostockiego Komitetu Miejskiego, farmaceuta i aptekarz.

## Życiorys
Był synem Zygmunta i Anny z Szymkiewiczów. Dyplom prowizora farmacji otrzymał w 1898 r. na Uniwersytecie Warszawskim. Działał w Towarzystwie Wzajemnej Pomocy „Farmacja”. W 1889 r. uzyskał koncesję na prowadzenie apteki w Chełmie, którą otworzył zapewne 1 stycznia 1901 r. Gościł u siebie Józefa Piłsudskiego, po jego ucieczce z Petersburga. W 1905 r. sprzedał aptekę w Chełmie. W 1907 r. został aresztowany przez Rosjan, jako socjaldemokrata. W 1909 r. zamieszkał w Białymstoku, a w kolejnym roku został zarządcą apteki Zofii Narkiewicz-Jodko (narożnik ul. Sienkiewicza i Rynku Kościuszki). W 1915 r. aptekę tę odkupił i prowadził ją do 1921 r., gdy zawarł spółkę z Czesławem Moskalewskim. W 1927 r. odsprzedał swoje udziały Moskalewskiemu.
W 1915 r. wszedł w skład zarządu Towarzystwa Pomocy Szkołom Polskim, a w drugiej połowie następnego roku został szefem białostockiego Towarzystwa Przyjaciół POW (Polskiej Organizacji Wojskowej). W czerwcu 1917 r. został wiceprezesem Centralnego Komitetu Narodowego na obwód ziemi białostockiej, za co, mimo pozorów legalności tej organizacji, został aresztowany i osadzony w niemieckim obozie jenieckim Hawelberg i twierdzy w Modlinie. 19 grudnia 1930 „za pracę w dziele odzyskania niepodległości” prezydent RP nadał mu Krzyż Niepodległości.
19 lutego 1919 r., po powrocie do Białegostoku, został wiceprezesem Tymczasowego Komitetu Miejskiego, a 7 września, po wyborach, został prezesem białostockiego Komitetu Miejskiego. Mimo że był najpoważniejszym kandydatem na prezydenta miasta, odmówił kandydowania na to stanowisko, motywując to natłokiem spraw obywatelskich.
Do jego istotnych zasług należało pozyskanie dla Białegostoku amerykańskiej pomocy żywnościowej i pożyczek państwowych. Po wyborach 11 grudnia 1927 r. ponownie wszedł w skład rady miejskiej. Jesienią 1930 r. bezskutecznie kandydował do Senatu (lista BBWR). Po rozwiązaniu rady miejskiej 1 sierpnia 1932 r. zakończył swoją działalność samorządowca, za którą potem otrzymał Złoty Krzyż Zasługi.
Pracował następnie w Okręgowym Urzędzie Likwidacyjnym w Białymstoku oraz udzielał się w zarządzie klubu nauczycielskiego „Ognisko”, jak również współpracował z YMCA. W 1939 r. był prezesem białostockiego Okręgu Wojewódzkiego LOPP.
Zmarł wskutek choroby w 1941 r., ale z uwagi na okupację niemiecką nie było wówczas możliwości upamiętnienia jego zasług.

## Upamiętnienie
W 2011, na budynku apteki, którą prowadził w Białymstoku (narożnik ul. Sienkiewicza i Rynku Kościuszki), wmurowano tablicę pamiątkową ku jego czci. Pierwszy tekst biograficzny o nim napisała farmaceutka, Irena Kałłaur, w 1986 r.
Od 2019 r. jego imię nosi ulica na granicy osiedli Nowe Miasto i Dojlidy w Białymstoku.

## Rodzina
Jego żoną była Helena z Billewiczów, z którą miał siedmioro dzieci. We wrześniu 1939 r. stracił syna Arnolda w Warszawie. Córka Janina zmarła dwa miesiące później w tym samym mieście, a najstarsza, Celina, odnalazła się w Brazylii.